# Rally Dakar 2019

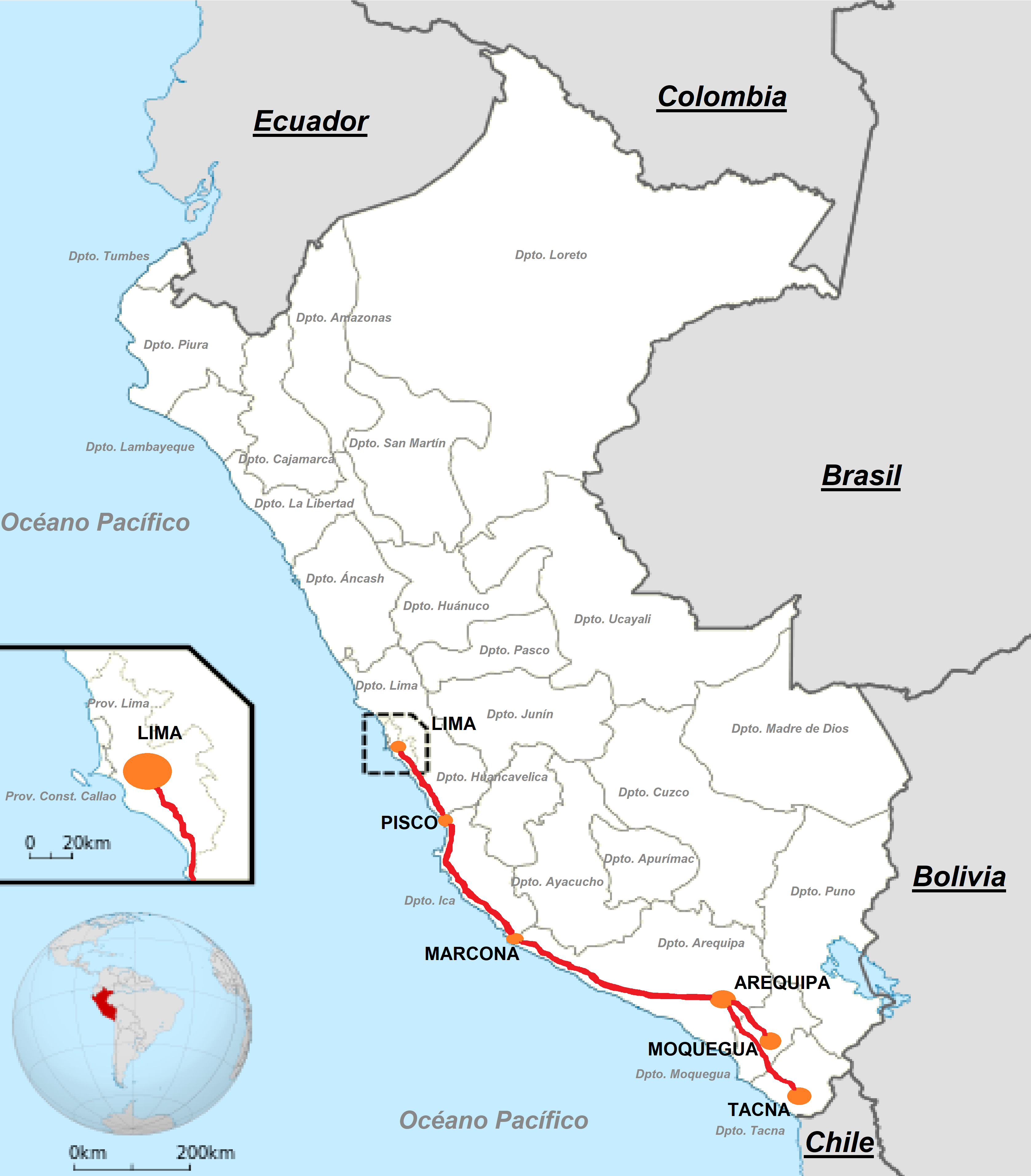
Mappa delle tappe della Dakar

Il Rally Dakar 2019 è stata la 41ª edizione del Rally Dakar e per l'undicesimo anno consecutivo l'evento si è svolto in Sud America e per la prima volta interamente in Perù, con partenza dalla capitale Lima il 6 gennaio 2019 e arrivo il 17 gennaio 2019 dopo 10 tappe.

## Iscritti principali

### Moto
| Scuderia                                 | Moto                  | #  | Pilota                |
| ---------------------------------------- | --------------------- | -- | --------------------- |
| Red Bull KTM Factory Team                | KTM 450 Rally Replica | 1  | Matthias Walkner      |
| Red Bull KTM Factory Team                | KTM 450 Rally Replica | 3  | Toby Price            |
| Red Bull KTM Factory Team                | KTM 450 Rally Replica | 14 | Sam Sunderland        |
| Red Bull KTM Factory Team                | KTM 450 Rally Replica | 17 | Laia Sanz             |
| Red Bull KTM Factory Team                | KTM 450 Rally Replica | 34 | Mario Patrão          |
| Red Bull KTM Factory Team                | KTM 450 Rally Replica | 77 | Luciano Benavides     |
| Monster Energy Honda Team 2019           | Honda CRF450 Rally    | 2  | Paulo Gonçalves       |
| Monster Energy Honda Team 2019           | Honda CRF450 Rally    | 5  | Joan Barreda          |
| Monster Energy Honda Team 2019           | Honda CRF450 Rally    | 10 | José Ignacio Cornejo  |
| Monster Energy Honda Team 2019           | Honda CRF450 Rally    | 15 | Ricky Brabec          |
| Monster Energy Honda Team 2019           | Honda CRF450 Rally    | 28 | Daniel Nosiglia Jager |
| Monster Energy Honda Team 2019           | Honda CRF450 Rally    | 47 | Kevin Benavides       |
| Yamalube Yamaha Official Rally Team      | Yamaha WR450F Rally   | 4  | Adrien van Beveren    |
| Yamalube Yamaha Official Rally Team      | Yamaha WR450F Rally   | 8  | Franco Caimi          |
| Yamalube Yamaha Official Rally Team      | Yamaha WR450F Rally   | 18 | Xavier de Soultrait   |
| Yamalube Yamaha Official Rally Team      | Yamaha WR450F Rally   | 25 | Rodney Faggotter      |
| Rockstar Energy Husqvarna Factory Racing | Husqvarna FR450 Rally | 6  | Pablo Quintanilla     |
| Rockstar Energy Husqvarna Factory Racing | Husqvarna FR450 Rally | 29 | Andrew Short          |
| Hero MotoSports Team Rally               | Speedbrain 450 Rally  | 7  | Oriol Mena            |
| Sherco TVS Rally Factory                 | Sherco 450 RTR        | 16 | Michael Metge         |
| Sherco TVS Rally Factory                 | Sherco 450 RTR        | 24 | Adrien Metge          |
| Sherco TVS Rally Factory                 | Sherco 450 RTR        | 48 | Arvind Prabhakar      |
| Sherco TVS Rally Factory                 | Sherco 450 RTR        | 63 | Lorenzo Santolino     |

### Quad
| Scuderia            | Moto              | #   | Pilota                    |
| ------------------- | ----------------- | --- | ------------------------- |
| Drag'On Rally Team  | Yamaha YMF700R    | 240 | Nicolás Cavigliasso       |
| Drag'On Rally Team  | Yamaha Raptor 700 | 245 | Nelson Sanabria           |
| Drag'On Rally Team  | Yamaha YZFR450    | 247 | Axel Dutrie               |
| Ferioli Racing Team | Yamaha Raptor 700 | 241 | Jeremías González Ferioli |

### Auto
| Scuderia                         | Auto                         | #   | Pilota               | Copilota            |
| -------------------------------- | ---------------------------- | --- | -------------------- | ------------------- |
| X-raid Mini JCW Team             | Mini John Cooper Works Buggy | 300 | Carlos Sainz         | Lucas Cruz          |
| X-raid Mini JCW Team             | Mini John Cooper Works Buggy | 304 | Stéphane Peterhansel | David Castera       |
| X-raid Mini JCW Team             | Mini John Cooper Works Buggy | 308 | Cyril Despres        | Jean-Paul Cottret   |
| Orlen X-raid Team                | Mini ALL4 Racing             | 303 | Jakub Przygoński     | Tim Colsoul         |
| X-raid Team                      | Mini ALL4 Racing             | 321 | Boris Garafulic      | Filipe Palmeiro     |
| X-raid Team                      | Mini John Cooper Works Rally | 307 | Nani Roma            | Alex Haro           |
| X-raid Team                      | Mini John Cooper Works Rally | 310 | Orlando Terranova    | Bernardo Graue      |
| X-raid Team                      | Mini John Cooper Works Rally | 314 | Yazeed Al-Rajhi      | Timo Gottschalk     |
| Toyota Gazoo Racing South Africa | Toyota Hilux                 | 301 | Nasser Al-Attiyah    | Matthieu Baumel     |
| Toyota Gazoo Racing South Africa | Toyota Hilux                 | 302 | Giniel de Villiers   | Dirk von Zitzewitz  |
| Toyota Gazoo Racing South Africa | Toyota Hilux                 | 309 | Bernhard ten Brinke  | Xavier Panseri      |
| MP-Sports                        | Ford Raptor RS Cross Country | 305 | Martin Prokop        | Jan Tománek         |
| PH-Sport                         | Peugeot 3008 DKR             | 306 | Sébastien Loeb       | Daniel Elena        |
| PH-Sport                         | Peugeot 3008 DKR Maxi        | 312 | Harry Hunt           | Wouter Rosegaar     |
| PH-Sport                         | Peugeot 2008 DKR             | 325 | Pierre Lachaume      | Jean-Michel Polato  |
| Overdrive Toyota                 | Toyota Hilux                 | 317 | Erik van Loon        | Harmen Scholtalbers |
| Overdrive Toyota                 | Toyota Hilux                 | 319 | Ronan Chabot         | Gilles Pillot       |
| Overdrive Toyota                 | Toyota Hilux                 | 327 | Aron Domzala         | Maciej Marton       |
| Overdrive Toyota                 | Toyota Hilux                 | 338 | Jesús Calleja        | Eduardo Blanco      |

### Camion
| Scuderia                    | Auto                 | #   | Pilota                | Copilota             | Meccanico            |
| --------------------------- | -------------------- | --- | --------------------- | -------------------- | -------------------- |
| KAMAZ - master              | Kamaz 43509          | 500 | Ėduard Nikolaev       | Evgenij Yakovlev     | Vladimir Rybakov     |
| KAMAZ - master              | Kamaz 43509          | 502 | Ayrat Mardeev         | Dmitrij Svistunov    | Akhmet Galiautdinov  |
| KAMAZ - master              | Kamaz 43509          | 514 | Dmitrij Sotnikov      | Dmitrij Nikitin      | Il'nur Mustafin      |
| KAMAZ - master              | Kamaz 43509          | 518 | Andrej Karginov       | Andrej Mokeev        | Igor' Leonov         |
| MAZ-SPORTauto               | MAZ 5309RR           | 501 | Siarhei Viazovič      | Pavel Harnain        | Andreij Zhyhulin     |
| MAZ-SPORTauto               | MAZ 5309RR           | 511 | Aliakseij Vishneuskij | Maksim Novikau       | Andrej Neviarovič    |
| MAZ-SPORTauto               | MAZ 5309RR           | 519 | Aleksandr Vasilevski  | Dzmitrij Vikhrenka   | Anton Zaparoshčanka  |
| Petronas Team de Rooy Iveco | Iveco Powerstar      | 503 | Gérard de Rooy        | Darek Rodewald       | Moisés Torrallardona |
| Petronas Team de Rooy Iveco | Iveco Powerstar      | 505 | Federico Villagra     | Adrián Yacopini      | Ricardo Torlaschi    |
| Petronas Team de Rooy Iveco | Iveco Powerstar      | 509 | Ton van Genugten      | Bernard der Kinderen | Peter Willemsen      |
| Petronas Team de Rooy Iveco | Iveco Powerstar      | 513 | Maurik van den Heuvel | Peter Kuijpers       | Martijn van Rooij    |
| Instaforex Loprais Team     | Tatra Jamal Queen 69 | 507 | Aleš Loprais          | Ferrán Alcayna       | Petr Pokora          |
| Tatra Buggyra Racing        | Tatra Phoenix        | 508 | Martin Kolomý         | Jiří Stross          | Rostislav Plný       |
| Tatra Buggyra Racing        | Tatra Phoenix        | 515 | Martin Šoltys         | Tomáš Šikola         | David Schovánek      |

## Tappe
| Tappa | Data       | Partenza            | Arrivo              | Rd               | SS               | Moto                | Quad                | Auto                 | SxS              | Camion           |
| ----- | ---------- | ------------------- | ------------------- | ---------------- | ---------------- | ------------------- | ------------------- | -------------------- | ---------------- | ---------------- |
| 1     | 7 gennaio  | Lima                | Pisco               | 247              | 84               | Joan Barreda        | Nicolás Cavigilasso | Nasser Al-Attiyah    | Reinaldo Varela  | Ėduard Nikolaev  |
| 2     | 8 gennaio  | Pisco               | San Juan de Marcona | 211              | 342              | Matthias Walkner    | Nicolás Cavigilasso | Sébastien Loeb       | Francisco López  | Ėduard Nikolaev  |
| 3     | 9 gennaio  | San Juan de Marcona | Arequipa            | 467              | 331              | Xavier de Soultrait | Jeremías González   | Stéphane Peterhansel | Gerard Farrés    | Andrej Karginov  |
| 4     | 10 gennaio | Arequipa            | Moquegua            | 106              | 405              | Ricky Brabec        | Nicolás Cavigilasso | Nasser Al-Attiyah    | Sergej Karjakin  | Andrej Karginov  |
| 5     | 11 gennaio | Moquegua            | Arequipa            | 431              | 345              | Sam Sunderland      | Nicolás Cavigilasso | Sébastien Loeb       | Rodrigo Moreno   | Ton van Genugten |
|       | 12 gennaio | Arequipa            | Arequipa            | Giorno di riposo | Giorno di riposo | Giorno di riposo    | Giorno di riposo    | Giorno di riposo     | Giorno di riposo | Giorno di riposo |
| 6     | 13 gennaio | Arequipa            | San Juan de Marcona | 502              | 336              | Pablo Quintanilla   | Nicolás Cavigilasso | Sébastien Loeb       | Francisco López  | Gérard de Rooy   |
| 7     | 14 gennaio | San Juan de Marcona | San Juan de Marcona | 64               | 323              | Sam Sunderland      | Nicolás Cavigilasso | Stéphane Peterhansel | Francisco López  | Gérard de Rooy   |
| 8     | 15 gennaio | San Juan de Marcona | Pisco               | 215              | 360              | Matthias Walkner    | Nicolás Cavigilasso | Sébastien Loeb       | Francisco López  | Dmitrij Sotnikov |
| 9     | 16 gennaio | Pisco               | Pisco               | 96               | 313              | Michael Metge       | Nicolás Cavigilasso | Nasser Al-Attiyah    | Reinaldo Varela  | Ėduard Nikolaev  |
| 10    | 16 gennaio | Pisco               | Lima                | 247              | 112              | Toby Price          | Nicolás Cavigilasso | Carlos Sainz         | Reinaldo Varela  | Ton van Genugten |

## Classifiche

### Moto
| Pos. | Pilota               | Moto                  | Scuderia                                 | Tempo    |
| ---- | -------------------- | --------------------- | ---------------------------------------- | -------- |
| 1    | Toby Price           | KTM 450 Rally Replica | Red Bull KTM Factory Team                | 33:57:16 |
| 2    | Matthias Walkner     | KTM 450 Rally Replica | Red Bull KTM Factory Team                | +0:09:13 |
| 3    | Sam Sunderland       | KTM 450 Rally Replica | Red Bull KTM Factory Team                | +0:13:34 |
| 4    | Pablo Quintanilla    | Husqvarna FR450 Rally | Rockstar Energy Husqvarna Factory Racing | +0:20:46 |
| 5    | Andrew Short         | Husqvarna FR450 Rally | Rockstar Energy Husqvarna Factory Racing | +0:44:10 |
| 6    | Xavier de Soultrait  | Yamaha WR450F Rally   | Yamalube Yamaha Official Rally Team      | +0:54:00 |
| 7    | José Ignacio Cornejo | Honda CRF450 Rally    | Monster Energy Honda Team 2019           | +1:08:06 |
| 8    | Luciano Benavides    | KTM 450 Rally Replica | Red Bull KTM Factory Team                | +1:09:10 |
| 9    | Oriol Mena           | Hero 450 Rally        | Hero MotoSports Team Rally               | +2:08:41 |
| 10   | Daniel Nosiglia      | Honda CRF450 Rally    | Mec HRC                                  | +2:31:53 |

### Quad
| Pos. | Pilota                    | Quad                   | Scuderia                    | Tempo     |
| ---- | ------------------------- | ---------------------- | --------------------------- | --------- |
| 1    | Nicolás Cavigliasso       | Yamaha YFM700R         | Drag'On Rally Team          | 43:01:54  |
| 2    | Jeremías González Ferioli | Yamaha Raptor 700      | Ferioli Racing Team         | +1:55:37  |
| 3    | Gustavo Gallego           | Yamaha Raptor 700      | Gustavo Gallego Competicion | +2:11:48  |
| 4    | Alexandre Giroud          | Yamaha YFZ700          | Team Giroud                 | +4:02:41  |
| 5    | Manuel Andújar            | Yamaha Raptor 700      | 7240 Team                   | +6:38:10  |
| 6    | Kamil Wiśniewski          | Can-Am Renegade 850XXC | Wiśniewski Team             | +8:33:09  |
| 7    | Luis Barahona             | Yamaha Raptor 700      | LB Rally Antofagasta        | +12:28:31 |
| 8    | Julio Estanguet           | Can-Am Renegade 800XXC | DKR Team                    | +15:19:07 |
| 9    | Carlos Alejandro Verza    | Yamaha YFM700R         | Verza Rally Team            | +17:18:59 |
| 10   | Emilio Choy               | Yamaha Raptor 700      | ECM Racing Team             | +17:36:50 |

### Auto
| Pos. | Pilota             | Copilota           | Vettura                      | Scuderia                         | Tempo    |
| ---- | ------------------ | ------------------ | ---------------------------- | -------------------------------- | -------- |
| 1    | Nasser Al-Attiyah  | Matthieu Baumel    | Toyota Hilux                 | Toyota Gazoo Racing South Africa | 34:38:14 |
| 2    | Nani Roma          | Alex Haro          | Mini John Cooper Works Rally | X-raid Team                      | +0:46:42 |
| 3    | Sébastien Loeb     | Daniel Elena       | Peugeot 3008 DKR             | PH-Sport                         | +1:54:18 |
| 4    | Jakub Przygoński   | Tom Colsoul        | Mini ALL4 Racing             | Orlen X-raid Team                | +2:28:31 |
| 5    | Cyril Despres      | Jean Paul Cottret  | Mini John Cooper Works Buggy | X-raid Mini JCW Team             | +2:48:43 |
| 6    | Martin Prokop      | Jan Tománek        | Ford Raptor RS Cross Country | MP-Sports                        | +3:19:02 |
| 7    | Yazeed Al-Rajhi    | Timo Gottschalk    | Mini John Cooper Works Rally | X-raid Team                      | +4:30:56 |
| 8    | Boris Garafulic    | Filipe Palmeiro    | Mini ALL4 Racing             | X-raid Team                      | +7:57:58 |
| 9    | Giniel de Villiers | Dirk von Zitzewitz | Toyota Hilux                 | Toyota Gazoo Racing South Africa | +7:59:16 |
| 10   | Ronan Chabot       | Gilles Pillot      | Toyota Hilux                 | Overdrive Toyota                 | +8:09:58 |

### SxS
| Pos. | Pilota            | Copilota          | Vettura         | Scuderia              | Tempo     |
| ---- | ----------------- | ----------------- | --------------- | --------------------- | --------- |
| 1    | Francisco López   | Álvaro Léon       | Can-Am Maverick | South Racing Can-Am   | 42:19:05  |
| 2    | Gerard Farrés     | Daniel Oliveras   | Can-Am Maverick | Monster Energy Can-Am | +01:02:35 |
| 3    | Reinaldo Varela   | Gustavo Gugelmin  | Can-Am Maverick | Monster Energy Can-Am | +01:05:19 |
| 4    | Casey Currie      | Rafael Tornabell  | Can-Am Maverick | Monster Energy Can-Am | +02:32:51 |
| 5    | Rodrigo Moreno    | Jorge Araya       | Can-Am Maverick | Can-Am Chile          | +03:10:25 |
| 6    | Marcos Baumgart   | Kléber Cincea     | Can-Am Maverick | X Rally Team          | +03:48:02 |
| 7    | Miguel Jordão     | Lourival Roldán   | Can-Am Maverick | South Racing Can-Am   | +04:41:57 |
| 8    | Josè Hinojo       | Xavier Blanco     | Can-Am Maverick | FN Speed Team         | +05:05:56 |
| 9    | Cristián Baumgart | Alberto Andreotti | Can-Am Maverick | X Rally Team          | +05:22:28 |
| 10   | Sergej Karjakin   | Anton Vlasiuk     | Can-Am Maverick | Snag Racing Team      | +08:25:53 |

### Camion
| Pos. | Pilota                | Copilota             | Meccanico            | Camion               | Scuderia                    | Tempo     |
| ---- | --------------------- | -------------------- | -------------------- | -------------------- | --------------------------- | --------- |
| 1    | Ėduard Nikolaev       | Evgenij Yakovlev     | Vladimir Rybakov     | Kamaz 43509          | Kamaz - Master              | 41:01:35  |
| 2    | Dmitrij Sotnikov      | Dmitrij Nikitin      | Il'nur Mustafin      | Kamaz 43509          | Kamaz - Master              | +0:25:36  |
| 3    | Gérard de Rooy        | Darek Rodewald       | Moisés Torrallardona | Iveco Powerstar      | Petronas Team de Rooy Iveco | +1:34:44  |
| 4    | Federico Villagra     | Adrián Yacopini      | Ricardo Torlaschi    | Iveco Powerstar      | Petronas Team de Rooy Iveco | +5:49:08  |
| 5    | Aleš Loprais          | Ferrán Alcayna       | Petr Pokora          | Tatra Jamal Queen 69 | Instaforex Loprais Team     | +5:59:51  |
| 6    | Siarhei Viazovič      | Pavel Harnain        | Andreij Zhyhulin     | MAZ 5309RR           | MAZ - SPORTauto             | +6:39:29  |
| 7    | Ton van Genugten      | Bernard der Kinderen | Peter Willemsen      | Iveco Powerstar      | Petronas Team de Rooy Iveco | +9:15:26  |
| 8    | Aleksandr Vasilevski  | Dzmitrij Vikhrenka   | Anton Zaparoshčanka  | MAZ 5309RR           | MAZ - SPORTauto             | +10:17:01 |
| 9    | Teruhito Sugawara     | Katsumi Hamura       |                      | Hino 500             | Hino Team Sugawara          | +11:22:09 |
| 10   | Maurik van den Heuvel | Peter Kuijpers       | Martijn van Rooij    | Iveco Powerstar      | Petronas Team de Rooy Iveco | +11:54:15 |